# MountainsMap
Mountains est une plateforme technique et une gamme de logiciels de métrologie des surfaces et d'analyse des images microscopiques édité par la société Digital Surf.
Le produit historique MountainsMap, lancé en 1997, est destiné à la micro-topographie, ou analyse des états de surface et des écarts de forme en 3D à l'échelle microscopique. Le logiciel est utilisé comme composant des  profilomètres à stylet ou optiques (confocaux, interféromètres).
Le Produit MountainsSPIP est desin aux microscopes en champ proche (SPM), notamment aux microscopes à force atomique, le produit MountainsSEM à la microscopie électronique à balayage (MEB).
MountainsSpectral est destiné à l'analyse multi-canal et hyperspectrale ; il permet la cartographie de la composition chimique à partir de cubes hyperspectraux (issus notamment des principes physiques Raman, FT-IR, EELS et EDX),.

## Mode de commercialisation
Mountains est diffusé principalement sous la forme d'un composant optionnel ou standard offert par la majorité des fabricants de profilomètres et de microscopes,, en général sous leur propre marque ; Mountains est proposé notamment sous les marques :
- TalyMap, TalyProfile, ouTalyMap Contour sur les profilomètres de Taylor-Hobson (Talysurf, Surtronic),
- PicoImage sur les  Microscopes à Force Atomique d'Agilent (5500, 6000 ILM),
- HommelMap sur les profilomètres de Jenoptik (T1000, T8000),
- MountainsMap - X sur les microscopes de Nikon (Nexiv),
- Apex 2D ou Apex 3D sur les profilomètres de KLA-Tencor (AlphaStep IQ, P-Series, HRP),
- µSoft Analysis sur les instruments Nanofocus (µScan, µSurf)
- Leica Map sur les microscopes de  Leica Microsystems[5] (DCM 3D),
- ConfoMap sur les microscopes de  Carl Zeiss[6] (LSM),
- MCubeMap sur les profilomètres de la société Mitutoyo[7],
- Relate sur les microscopes et analyseurs spectraux d'Oxford Instruments[8].

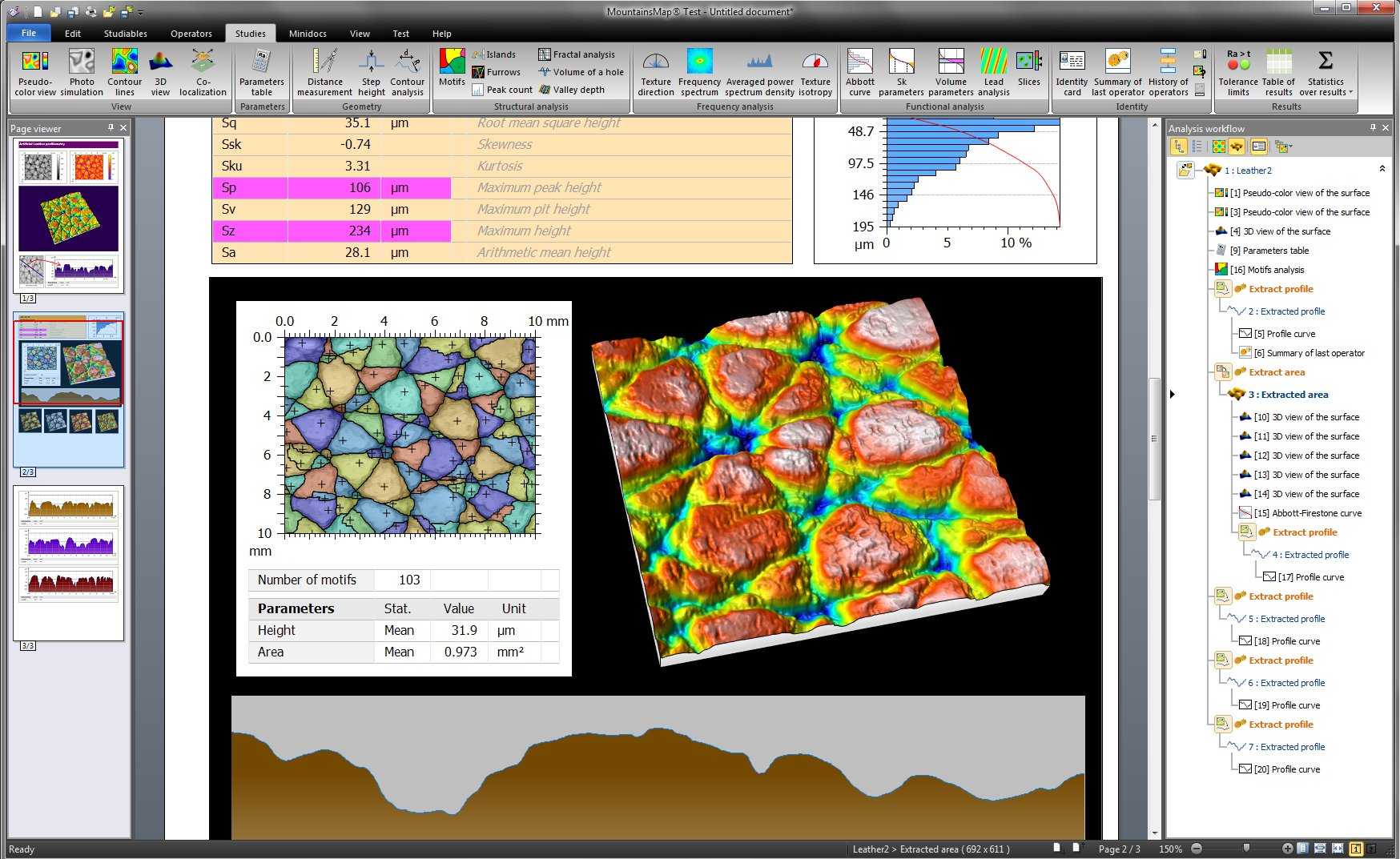
Interface utilisateur de MountainsMap 7.0 (microtopographie d'un grainage imitant la texture du cuir réalisé pour le tableau de bord d'une voiture)

## Localisation
- Mountains est disponible en français, anglais, allemand, espagnol, italien, chinois, coréen, japonais, polonais, portugais brésilien et russe.
- Le logiciel travaille avec le système métrique (millimètres, micromètres, choix Angströms/nanomètres) ou le système impérial (inches, micro-inches).

## Compatibilité
- Le format natif de Mountains est le format SURF (extension .SUR).
- Mountains est compatible avec la plupart des instruments du marché capables de fournir une image ou une mesure de topographie.
- Mountains est conforme à la nouvelle norme ISO 25178 sur l'évaluation en 3D de l'état de surface.
- Les rapports de métrologie sont générés dans un format propriétaire (extension .MNT) mais le logiciel permet également l'export des documents aux formats PDF et RTF.
- Les versions de Windows antérieures à Windows Vista ne sont plus supportées depuis la version 7. En particulier, la dernière version supportant Windows XP est Mountains 6.2.

## Types de données gérés
Mountains analyse les différents types de données suivants:
NOTATION PRELIMINAIRE:
x,y,z représentent les coordonnées dans l'espace, t le temps, i une intensité. "A=f(B)" signifie que A est une fonction de B, B se rapportant le plus souvent à des coordonnées dans l'espace et A à une grandeur scalaire
- Profil : z=f(x) et séries de profils : z=f(x,t), tels que fournis par des profilomètres 2D à stylet.
- Profil paramétrique : (x,z) = f(t), tels que fournis par des instruments de contour ; ce type de données permet de décrire des profils fermés ou comportant des surplombs, contrairement au précédent.
- Surface : z=f(x,y) pour la mesure de la topographie et séries de surfaces : z=f(x,y,t) pour l'évolution de cette topographie dans le temps
- Coque: une surface de forme quelconque qui permet de décrire la forme externe d'un objet quelconque ou d'une collection d'objets quelconques.
- Nuage de points : Suite de coordonnées (x,y,z), destinée à être convertie en coque (forme quelconque) par maillage ou en surface (forme générale plane) par projection-interpolation.
- Image (en vraie couleur) : (R,V,B) = f(x,y) et série d'images (R,V,B) = f(x,y,t)
- Surface-image : association d'une surface et d'une image (Z,R,G,B) = f(x,y) telle que fournie par les profilomètres optiques basés sur la microscopie optique
- Image multi-couches : (i1,i2,...,in) = f(x,y), fournies par un microscope à sonde locale délivrant simultanément plusieurs signaux
- Courbes de Force, série de courbes de force et cubes se rapportent à la spectroscopie en microscopie à sonde locale
- Spectres, séries de spectres, et cubes hyperspectraux se rapportent à l'analyse spectrale (fournie par des instruments de spectroscopie Raman , EDX, cathodoluminescence, imagerie hyperspectrale)

Dans le vocabulaire du logiciel Mountains, tous les types de données, mesurées ou obtenues par transformation sont appelées par le nom générique "étudiable".

## Historique des versions
- Digital Surf a proposé son premier logiciel d'analyse 2D des surfaces en 1990 pour MS-DOS ("DigiProfil 1.0"), puis en 1991 son premier logiciel d'analyse des surfaces en 3D pour Macintosh II ("DigiSurface 1.0").
- La version 1.0 de Mountains correspond au regroupement sous Windows 95 de l'ensemble dans une seule plate-forme.
- La version 5.0 apporte la gestion des images multi-couches. Elle cible l'analyse d'image en microscopie confocale qui produit des images associant topographie et image en vraie couleur, ainsi que la microscopie en champ proche (AFM, STM, SNOM...) pour l'analyse des images multi-canaux (topographie+force, topographie+courant, topographie+phase...)[10]

Le logo spécial créé pour la version 6.0

- La version 6.0[11] entérine la spécialisation de la plate-forme en produits par type d'instrument[12]. Elle bénéficie d'un lancement original au sommet du mont Makalu, un projet piloté par une équipe mixte comprenant des salariés de l'éditeur de Mountains 6, Digital Surf et six alpinistes. Le projet, outre l'ascension dans l'Himalaya, comporte des volets culturels et humanitaires pris en charge par les salariés de Digital Surf[13]. Un logo spécial est créé pour l'occasion. L'expédition est un succès, et porte la première femme suisse, l'alpiniste Alexia Zuberer, au sommet du Makalu, ainsi que la première femme française[14], la chercheuse grenobloise et alpiniste Sandrine de Choudens, qui réussit l'ascension sans oxygène[15],[16],[17],[18],[19],[20],[21].
- La version 7.0 a été dévoilée en septembre 2012 à l'occasion du congrès européen de microscopie à Manchester, UK. Elle étend la liste des instruments supportés aux microscopes électroniques à balayage, à l'analyse des cubes de données hyperspectrales pour la microscopie (applications principales Raman, FT-IR, EELS, EDX)[22].
- Les versions 7.1 à 7.2 ont introduit plusieurs fonctions destinées aux  microscopes électroniques à balayage (MEB), notamment la reconstruction 3D à partir de deux images MEB (stéréogramme), la reconstruction 3D à partir de 4 images MEB issues d'un détecteur 4-quadrants et la reconstruction 3D à partir d'une seule image en lumière rasante.
- La version 7.3 est venue compléter l'offre pour les microscopes électroniques avec une fonction de colorisation rapide des images[23].

## Types d'instruments supportés
| Version                         | Instruments supportés | Fonctions spécifiques |
| ------------------------------- | --- | --- |
| MountainsMap Profile            | Profilomètres 2D | Paramètres d'état de surface selon la norme ISO 4287 Ondulation, Rugosité, Contour                                                          |
| MountainsMap Topography         | Profilomètres 3D par balayage et capteur mono-point : - à contact : stylet - sans contact : confocal chromatique, triangulation laser... | Paramètres 3D d'état de surface ISO 25178 Visualisation 3D des surfaces Augmentation de la gamme du capteur par recollage vertical de gamme |
| MountainsMap Imaging Topography | Interféromètres en lumière blanche Microscopes Confocaux Profilomètres à projection de frange                                            | Gestion des points manquants ou aberrants Expansion de champ latéral par stitching Topographie en vraie couleur(altitude+couleur)           |
| MountainsSEM                    | Microscopes électroniques à balayage (MEB)                                                                                               | Reconstruction 3D à partir d'une paire stéréo Reconstruction 3D pour détecteur 4-quadrants Colorisation semi-automatique d'images           |
| MountainsSPIP                   | Microscopes à Force Atomique (AFM) Microscopes à Effet Tunnel (STM)                                                                      | Gestion des images multi-canaux Analyse des courbes de force                                                                                |
| MountainsSpectral               | Microscopes à Cathodoluminescence | Analyse hyperspectrale |